# Mount Torbert (Antarktika)
Mount Torbert ist ein 1675 m hoher, markanter und pyramidenförmiger Berg im westantarktischen Queen Elizabeth Land. In der Neptune Range der Pensacola Mountains ragt er in der Mitte des Torbert Escarpment auf.
Entdeckt wurde der Berg am 13. Januar 1956 während des Nonstop-Transkontinentalfluges der United States Navy während der ersten Operation Deep Freeze vom McMurdo-Sund zum Weddell-Meer und zurück. Das Advisory Committee on Antarctic Names benannte ihn 1957 nach Lieutenant Commander John Hallett Torbert (1920–1983), dem Piloten dieses Fluges.